# 203 v.Chr.
Het jaar 203 v.Chr. is een jaartal volgens de christelijke jaartelling. 

## Gebeurtenissen

### Italië
- Gnaius Servilius Caepio en Gaius Servilius Geminus zijn consul in het Imperium Romanum.
- Mago Barkas levert strijd in Noord-Italië met de Gallische stammen en plundert de havenstad Savona, aan de Golf van Genua. In Gallia Cisalpina raakt hij zwaargewond en sterft op de terugreis naar Carthago.

### Carthago
- Slag bij de Bagradas: Het Romeinse leger onder Publius Cornelius Scipio Africanus verslaat aan de rivier de Medjerda de Carthagers, de Numidische koning Syphax wordt na de veldslag gevangengenomen en opgesloten in Tibur (huidige Tivoli). Daar overlijdt hij door marteling aan zijn verwondingen.
- De Carthaagse vloot valt de Romeinen aan in de Golf van Tunis en vernietigd 60 transportschepen. Carthago stuurt een delegatie naar Scipio Africanus en sluit een wapenstilstand.
- Hannibal Barkas verzameld bij Hadrumetum een Carthaags leger (± 50.000 man en 80 krijgsolifanten).

### Griekenland
- Philippus V van Macedonië sluit een vredesverdrag met Antiochus III de Grote, in een geheime overeenkomst worden de overzeese gebieden van Egypte verdeeld; Macedonië eist Anatolië en de Egeïsche Zee op en het Seleucidenrijk claimt Lycië, Cilicië en het eiland Cyprus.

### China
- Mao Dun verslaat in Centraal-Azië de Tochaarse stammen de Ding Lin en Yue Zhi, de vazalstaten worden bij de Xiong Nu (Mongolië) ingelijfd.

## Geboren
- Polybius (~203 v.Chr. - ~120 v.Chr.), Grieks historicus

## Overleden
- Mago Barkas (~243 v.Chr. - ~203 v.Chr.), Carthaags veldheer en broer van Hannibal Barkas (40)
- Quintus Fabius Maximus Cunctator (~275 v.Chr. - ~203 v.Chr.), Romeins consul en veldheer (72)